# Einar Karlsson (båtbyggare)

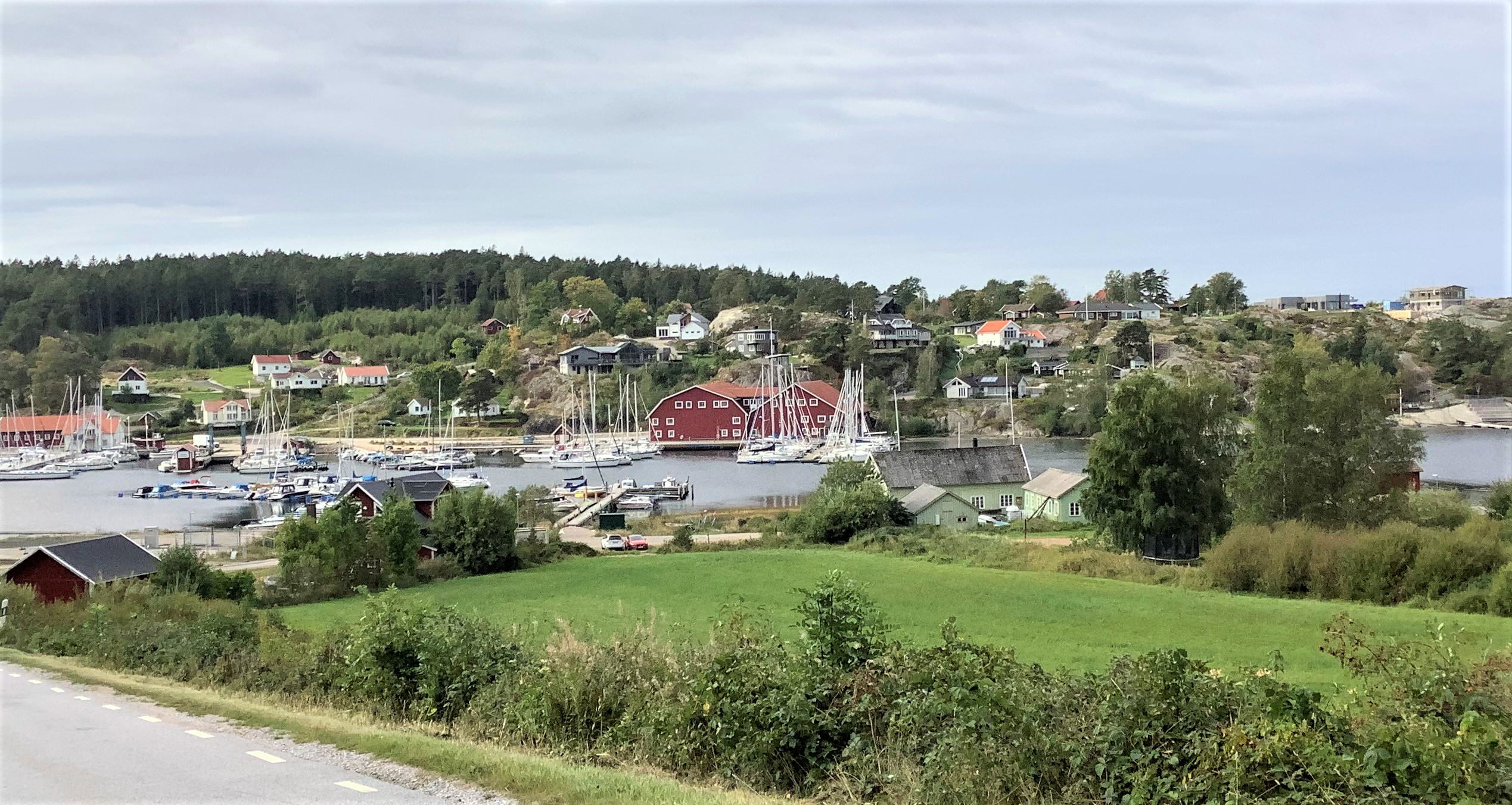
Kungsviken sedd från öster. Einar Karlssons varv låg på västra sidan av viken, där de nyare röda byggnaderna ligger idag, mitt emot Gösta Johanssons varv

Einar Karlsson, född 1910 i Morlanda socken på Orust, död 1980, var en svensk båtbyggare i Kungsviken.
Einar Karlsson växte upp i ett torp i Skälebacken på Orust som ett av tio barn till Karl Amandus Olsson och Nikolina Niklasdotter. Familjen flyttade 1925 till arrendegården Liden i Kungsviken. År 1935 övertog Einar Karlsson arrendet på Liden och föräldrarna flyttade till ett nybyggt hus på Näsudden i Kungsviken. Han var också till sjöss under en period.
Åren 1940–1942 arbetade han på Sverres varv i Göteborg. Där träffade han Harry Hallberg, som 1943 flyttade till Kungsviken och blev kompanjon med Einar Karlsson. Från 1944 drev de var sitt varv nära varandra. Harry Hallberg specialiserade sig på fritidsbåtar och Einar Karlsson byggde framför allt fiskebåtar.
Einar Karlssons söner Gösta Dahlborg och Thorwald Karlsson blev båda båtbyggare och arbetade båda först på faderns varv. Einars Karlsson slutade bygga båtar 1963. År 1966 återkom hans son Gösta Dahlborg till Kungsviken och drev verksamhet i lokalerna under namnet Dahlborgs Slip & Mekaniska. Efter 1980-talet drevs varvet huvudsakligen som en mekanisk verkstad. Dahlborgs Slip och Mekaniska såldes 2000 och därefter har de äldre varvsbyggnaderna rivits. År 2003 uppfördes en ny marina på denna plats.
Einar Karlsson gifte sig 1935 med Astrid Dahlborg från Dragsmark. Paret fick sönerna Thorwald Karlsson och Gösta Dahlborg.